# Kangaamiut
Kangaamiut is een kleine plaats in de gemeente Qeqqata aan de westkust van Groenland. 

## Ligging
Kangaamiut ligt aan de zuidwestkust op een eiland. Het rotsachtige vrijwel onbegroeide eiland ligt aan de Davis Straat, aan een zee-engte die door drie kleine eilanden wordt begrensd. De dichtstbijzijnde plaats is het 50 km zuidelijker gelegen Maniitsoq.
De monding van de lange Kangerlussuaqfjord ligt 25 km ten noorden van Kangaamiut.

## Geschiedenis
In 1755 werd Kangaamiut door de Deense koopman Anders Olsen gesticht. Het kreeg de naam „Sukkertoppen“ naar een zodanig gevormde berg in de omgeving. Door de onbeschutte ligging van de haven werd besloten de vestiging te verplaatsen naar elders, daardoor ontstond in 1781 Maniitsoq. De meeste bewoners verhuisden en noemden de nieuwe plaats ook „Sukkertoppen“, Kangaamiut werd daarna „Gamle Sukkertoppen“ genoemd.

## Economie
Kangaamiut leeft van de visvangst. In de visfabriek worden vooral kabeljauw, zwarte heilbot, zeewolf en snotolf-kuit verwerkt. Kangaamiut is bij toeristen bekend om heli-skiën, jagen en vissen. Ook worden er handwerkjes geproduceerd.

## Infrastructuur en voorzieningen
De haven bestaat uit een kade bij de visfabriek en een kade voor andere schepen; verder twee steigers voor kleine boten. Behalve per boot is vervoer per helikopter mogelijk via de helihaven. Er zijn enkele geasfalteerde straten. De tussen de bergen gelegen begraafplaats en het voetbalveld liggen niet aan een weg.
Nukissiorfiit verzorgt Kangaamiut middels een meer aan de oostkant van het dorp met drinkwater. Voor de stroomvoorziening is er een dieselgenerator. Afvalwater komt in zee of in de bodem terecht, vast afval wordt gestort en verbrand. TELE-Greenland onderhoudt de telecommunicatie. Een filiaal van  Pilersuisoq verkoopt levensmiddelen en non-food.

## Bebouwing
In Kangaamiut bevinden zich een postkantoor, een servicegebouw en een gemeenschapsruimte. Voorts zijn er een school, een kinderopvang, een bejaardenhuis en een kerk. Er is een voetbalveld, een sporthal en een speelplaats.

## Bevolkingsontwikkeling
Kangaamiut is het op drie na grootste dorp van Groenland. Toch is het inwonertal sinds de jaren 1990 met bijna de helft gedaald.
| jaar | inwoners |
| ---- | -------- |
| 1980 | 533      |
| 1990 | 556      |
| 2000 | 481      |
| 2010 | 357      |
| 2018 | 308      |

## Geboren in
- Ricard Petersen (1931–2014), predikant, docent en landraadslid